# Tommy Bredsted
Tommy Bredsted også kendt som Onkel Tom (født 3. februar 1975 i Næstved) er en dansk rapper og hiphopper. 
Han var medlem af hiphopgruppen Hvid Sjokolade sammen med DJ Nage (Niels Henrik Gerts) og Lasse Lindholm. Han begyndte at rappe i 1991 på Næstved Gymnasium og blev i 1999 uddannet på TV-skolen og  på Den Danske Filmskole i 2003. Begge steder studerede han på manuskriptlinjen. I 2002 scorede han en hovedrolle i kult-ungdoms-komedie filmen Slim Slam Slum som Slum.

## Filmografi
| År   | Titel                 | Rolle | Andre notater         |
| 2008 | Max Pinlig            |       | Forfatter             |
| 2005 | Litost                |       | Forfatter             |
| 2004 | Villa, Volvo og Vicky |       | Forfatter             |
| 2003 | Margarita             |       | Forfatter             |
| 2003 | Daredevil             |       | Forfatter             |
| 2003 | Fordi Jeg Elsker Dig  |       | Forfatter             |
| 2003 | Bokseren              |       | Forfatter             |
| 2002 | Slim Slam Slum        | Slum  | Skuespiller/komponist |

## Teater
- Kampen Om Danmark (skrevet og komponeret til Baggårdteatret & Odense Teater – 2005)

## Albumudgivelser
- Mon ik'..! (2004)
- Munden fuld (2001)
- Levende poeters klub (1997)
- Så'n Er Vi (1996)